# Софиан, Фредди
Фредди Софиан (индон.  Freddy Sofian; 10 декабря 1948, Бандунг — 12 июня 2018, там же) — индонезийский художник-абстракционист.

## Краткая биография
В 1970—1975 г. занимался в студии «Рангга Джемпол» под руководством Барли Сасмитавинаты. В 1993—1995 гг. практиковался в Европе (Голландия, Германия, Франция). С 1998 г. работал в студии «Red Point» (Бандунг).

## Творчество
Среди наиболее заметных работ «Танец льва» (2000), «Абстрактный Бандунг» (2002), «Серебряный ландшафт» (2015), «Единство» (2015). Кроме абстрактных полотен известен и как мастер графики.
Провёл шесть персональных выставок: в 1994 г. (Убуд, Бали), 1998 г. (Куала-Лумпур, Малайзия), 1999 г. (Джакарта), 2000 г. (Бандунг), 2002 (Джакарта), 2013 (Бандунг). Кроме того, принимал участие в более чем в 30 коллективных выставках в Индонезии, Голландии, Малайзии, США, Южной Корее, Сингапуре.
В 1979 г. участвовал в культовой выставке движения «Новая живопись» (Seni Rupa Baru), представив композицию из сломанных стульев. 17 июня 2005 г. стал подписантом Джакартского манифеста художников абстракционистов — движения, которое стало ежегодно проводить свои выставки в Джакарте. В 1996—2000 гг. принимал участие в Международном фестивале искусств в Ипо (Малайзия), в 2016 г. — в международной биеннале современного искусства на Лангкави.